# Xylocampa srira
Xylocampa srira är en fjärilsart som beskrevs av Charles E. Rungs 1957. Xylocampa srira ingår i släktet Xylocampa och familjen nattflyn. Inga underarter finns listade i Catalogue of Life.